# Newcleus
Newcleus ist eine US-amerikanische Electro- und Hip-Hop-Gruppe, die im Jahr 1981 von Ben „Cozmo D“ Cenac zunächst unter dem Namen Positive Messenger gegründet wurde, bevor sie sich in Newcleus umbenannten. Die weiteren Mitglieder sind Cozmo D’s Frau Yvette „Lady E“, Nique sowie deren späterer Mann Bob „Chilly B“ Crafton. Ungewöhnlich war, dass die Musiker ihre Instrumente selbst spielten, was bei Hip-Hop-Gruppen eher selten war.

## Geschichte
Auf ihrem ersten Demotape war auch eher als Spaß der spätere Erfolg Jam On Revenge enthalten, bei dem sie ihre Stimmen schneller abspielten, was zu ihrem späteren Markenzeichen wurde. Dieser Song beeindruckte ihren späteren Produzenten Joe Webb und es wurde 1983 ihre erste Single. 1984 erschien der Song Jam On It. Die Melodie ihres Liedes Automan aus demselben Jahr wurde 1992 als Hauptmelodie in dem Hit Rhythm Is a Dancer von dem Eurodance-Projekt Snap! bekannt.
Den ursprünglichen Newcleus-Sound der ersten beiden Platten prägten sauber arrangierte Musiksequenzen, die oft kaum hörbar im Hintergrund mit Stereoeffekten arbeiteten.
Nach den beiden stilistisch ähnlichen LPs Jam On Revenge und Space Is The Place erschien im Jahr 2000 eine LP Next Generation, die allerdings nicht von Newcleus stammt (Zitat Cozmo D: „That album is as bogus as a 12 dollar bill!“) und auch das als Maxi-Single veröffentlichte Huxtable House Party enthält (Zitat Cozmo D: „I would NEVER write a song that was corny enough to call Huxtable Houseparty!“).
Robert „Chilly B“ Crafton III starb am 23. Februar 2010 im Alter von nur 47 Jahren an einem Schlaganfall.

## Diskografie
Alben
- 1984: Jam On Revenge
- 1985: Space Is the Place

Singles
- 1983: Jam On Revenge (The Wikki-Wikki Song)
- 1984: Jam On It
- 1984: Computer Age (Push the Button)
- 1984: Auto Man
- 1985: Destination Earth (1999)
- 1985: I Wanna Be a B-Boy
- 1985: Let's Jam
- 1985: Space Is the Place
- 1986: Na Na Beat
- 2019: The World Keeps Turning (Egyptian Lover feat. Newcleus)